# 習珍
習 珍（しゅう ちん、生没年不詳）は、中国後漢末期から三国時代の蜀漢の武将。荊州襄陽郡の人。

## 生涯
劉備の配下で零陵北部都尉・裨将軍を務めていた。建安24年12月（220年年始）、劉備配下の関羽が樊城の戦いの末に孫権に殺害されると、荊州の諸県はこれに呼応し、孫権に与した。習珍だけは降伏を拒もうとしたが、弟の習宏から「守りは堅固にあらず、兵士は精強にあらず、成功は難しいでしょう。しばらくは膝を屈し、然る後に大功を立てて漢室に報いるべきです」と諫められると、これに従った。
その後、武陵郡の部従事の樊冑と手を結ぶ。樊冑は武陵で挙兵したが、潘濬の攻撃を受けて敗死した。
一方、習珍は7県を占拠して挙兵し、邵陵太守を自称し、異民族の土地に駐屯して蜀漢に与した。潘濬がまた派遣されると至るところでこれを下し、習珍はただ数百人を連れて山に逃れた。潘濬は自ら山麓まで赴いて降伏を呼びかけたが、習珍は「我は漢の鬼となろうとも呉の臣にはならぬ。もう来るでないぞ！」と答え、これを拒絶した。
改めて潘濬は攻撃をかけ、習珍は固守すること1ヶ月余りに及んだが、兵糧も矢も尽き果てた。そこで部下たちに「漢の厚恩を受けたからには死をもって報いないわけにはいかない。諸君は何するものぞ？（しかし諸君はそこまでする必要はあるだろうか？）」と告げると、剣を取って自害した。劉備は習珍の敗死を知ると喪を発し、習珍に邵陵太守の官を追贈した。
自身は呉の攻撃を受けて敗死したが、弟の習宏、子の習温は呉に仕えた。
正史『三国志』、及び小説『三国志演義』には登場しない。